# Lindsay Ellis
Lindsay Ellis (ur. 24 listopada 1984 w Johnson City) – amerykańska pisarka science fiction, krytyczka filmowa i youtuberka. Jej debiutancka powieść, Axiom's End, opublikowana w lipcu 2020, stała się bestsellerem „New York Timesa".   
Jej kanał w serwisie YouTube we wrześniu 2024 miał ponad 1 240 000 subskrybentów. 

## Życiorys
Ellis uzyskała tytuł licencjata w dziedzinie filmoznawstwa na New York University w 2007, a następnie tytuł magistra sztuk pięknych na USC School of Cinematic Arts w 2011. 
W 2010 roku Ellis napisał i wyreżyserował krótkometrażowy film dokumentalny The A-Word o doświadczeniach kobiet związanych z aborcją. 
W 2013 wraz z przyjaciółkami Elisą Hansen i Antonellą „Nellą” Inserra, napisała Awoken, paranormalny romans będący parodią Zmierzchu, opowiadający o kobiecie zakochującej się w Cthulhu. Powieść napisała pod pseudonimem Serra Elinsen. 
W latach 2008–2014, podczas studiów na kierunku MFA, Ellis została wybrana do prowadzenia programu The Nostalgia Chick w ramach Channel Awesome Production Company, serialu internetowego opartego na Nostalgia Critic. W ramach serii stworzyła ponad 100 filmów, zanim w 2014 odeszła, aby skupić się bardziej na dłuższych wideoesejach. 
Na swoim kanale YouTube Ellis często tworzyła filmy o produkcjach Walt Disney Pictures. Stworzyła również serię The Whole Plate, w której analizowała filmy z serii Transformers i twórczość Michaela Baya, oraz trzyczęściową serię o trylogii Hobbit i jej wpływie na nowozelandzki przemysł filmowy. Jej seria Loose Canon bada pochodzenie postaci literackich i filmowych na przestrzeni czasu. Od 2017 jej kanał skupia się na wideoesejach o produkcjach filmowych. Oprócz tematyki filmowej publikowała również wideo o tym, jak być twórcą treści na YouTube.  
Ellis była współprowadzącą internetowego programu It's Lit!, wraz z Princess Weekes, w którym zgłębia trendy w literaturze amerykańskiej, co stanowi uzupełnienie The Great American Read emitowanego przez Public Broadcasting Service.  
Jest uznawana, obok Natalie Wynn (ContraPoints), za jedną z pierwszych osób należących do BreadTube, czyli luźnej i nieformalnej grupy internetowych osobowości, zajmującym się tworzeniem filmów o lewicowej treści.  

## Życie prywatne
Ellis dorastała w Johnson City w stanie Tennessee. Jest osobą biseksualną. Od 2019 mieszka z mężem Nickiem Hansenem w Long Beach w Kalifornii. Ma dwójkę dzieci: jedno urodziło się w 2022, a drugie w 2024.

## Publikacje
- Awoken (2013; razem z Elisa Hansen i Antonella „Nella” Inserra)[7]

- Axiom's End (2020)[18]
- Truth of the Divine (2021)[19]
- Apostles of Mercy (2024)[20]